# BK Vången
BK Vången var en fotbollsklubb från Oxie, Malmö. Klubben grundades 1987, som en fotbollssektion inom 4H Oxie. Oxie IF och BK Vången slogs samman inför säsongen 2014/2014. Klubbfärg var blå med vita detaljer.
BK Vången spelade blev mästare i sin sista säsong, 2012, i Division 5 Skåne södra.